# Yik-Man Wong
Yik-Man Wong (* 3. November 1990 in Tilburg) ist eine niederländische Badmintonnationalspielerin.

## Karriere
Yik-Man Wong konnte nach zwei fünften Plätzen bei den niederländischen Meisterschaften im Folgejahr erste internationale Erfolge verbuchen. So wurde sie 2007 Fünfte bei den Irish Open und den Czech International und 2008 Dritte bei den Italian International. Bei den Mannschaftseuropameisterschaften 2008 wurde Yik-Man Wong Zweite mit dem niederländischen Damenteam. Zwei Jahre später reichte es nur noch zu Platz vier, wobei man im Spiel um Bronze gegen Deutschland mit 0:3 unterlag. Im Uber Cup 2008 wurde sie mit dem Team Fünfte, wobei die Niederländerinnen im Viertelfinale äußerst knapp mit 2:3 an China scheiterten.

## Sportliche Erfolge
| Saison | Veranstaltung                   | Disziplin   | Platz | Name                             |
| ------ | ------------------------------- | ----------- | ----- | -------------------------------- |
| 2006   | Niederländische Meisterschaft   | Damendoppel | 5     | Samantha Barning / Yik-Man Wong  |
| 2006   | Niederländische Meisterschaft   | Dameneinzel | 5     | Yik-Man Wong                     |
| 2007   | Bitburger Open                  | Dameneinzel | 9     | Yik-Man Wong                     |
| 2007   | Irish Open                      | Damendoppel | 5     | Yik-Man Wong / Patty Stolzenbach |
| 2007   | Irish Open                      | Dameneinzel | 5     | Yik-Man Wong                     |
| 2007   | Czech International             | Damendoppel | 5     | Yik-Man Wong / Patty Stolzenbach |
| 2007   | Czech International             | Dameneinzel | 9     | Yik-Man Wong                     |
| 2008   | Swedish International Stockholm | Damendoppel | 5     | Yik-Man Wong / Patty Stolzenbach |
| 2008   | Swedish International Stockholm | Dameneinzel | 9     | Yik-Man Wong                     |
| 2008   | Italian International           | Damendoppel | 3     | Yik-Man Wong / Patty Stolzenbach |
| 2008   | Volant d’Or de Toulouse         | Damendoppel | 5     | Yik-Man Wong / Patty Stolzenbach |
| 2008   | Volant d’Or de Toulouse         | Dameneinzel | 9     | Yik-Man Wong                     |
| 2008   | Dutch International             | Damendoppel | 5     | Yik-Man Wong / Patty Stolzenbach |
| 2008   | Mannschaftseuropameisterschaft  | Damenteam   | 2     | Niederlande                      |
| 2008   | Uber Cup                        | Damenteam   | 5     | Niederlande                      |
| 2010   | Dutch International             | Dameneinzel | 9     | Yik-Man Wong                     |
| 2010   | Mannschaftseuropameisterschaft  | Damenteam   | 4     | Niederlande                      |